# Grad Cmurek
Grad Cmurek stoji na strmi pečini nad mostom čez Muro pri 
naselju Trate, kjer je mednarodni mejni prehod do avstrijskega naselja Cmurek.

## Zgodovina
Grad so v l. polovici 12. stoletja pozidali svobodni gospodje Cmureški. V starih zapisih se prvič leta 1148 omenja Burkhard de Morekke. Leta 1174 je bil Reinbert Cmureški glavni komornik (procurator) na dvoru štajerskega mejnega grofa Otokarja IV. Potem ko so leta 1245 prvotni lastniki (Cmureški) izumrli, so gospostvo in grad podedovali traugavski ministeriali gospodje Trušenjski. Sam grad je v virih omenjen šele leta 1299 kot hovs Murek. Leta 1386 so Cmurek kupili Celjski grofje (Herman II. in Viljem), leta 1401 pa ga je grof Herman Celjski prodal svaku Hansu Stubenberškemu. Grofje Stubenbergi so ga imeli v lasti vse do leta 1931, ko ga je kupil Anton Mali, dotedanji grajski oskrbnik.
Grad je z nepravilno tlorisno zasnovo, z renesančnim arkadnim dvoriščem in z obodnimi stanovanjskimi trakti v jedru še romanski, čeprav so prezidave v 16. stoletju močno zabrisale prvotne arhitektonske zasnove. V 18. stoletju so podrli večnadstropni romanski stolp.
Po drugi svetovni vojni so leta 1949 v gradu najprej uredili Dom onemoglih, leta 1956 so ga preoblikovali v Dom duševno defektnih in ga kasneje preimenovali v Zavod za duševne in živčno bolne. V daljšem obdobju naj bi tu hkrati prebivalo od 200 do 400 ljudi. Zavod za duševno in živčno bolne je na Tratah deloval do leta 2004, ko so ga zaprli in stanovalce iz gradu preselili v manjše stanovanjske skupnosti. To je prva in doslej edina socialno varstvena ustanova v Sloveniji, ki so jo zaprli z namenom dezinstitucionalizacije.
Maja 2025 je vlada  razglasila grad Cmurek za kulturni spomenik državnega pomena.

## Muzej
V njegovih prostorih je od leta 2013 Muzej norosti, ki je nastal z namenom ohranjanja zgodovine gradu in Zavoda za duševne in živčno bolne. Predstavlja prostor spominjanja in pričevanj o življenju in delu v nekdanjem zavodu.
Leta 2020 so na RTV Sloveniji premierno prikazali dokumentarni film Muzej norosti režiserja Amirja Muratovića, ki govori o zgodovini zavoda na Tratah in poslanstvu Muzeja norosti.
V gradu Cmurek je na ogled več stalnih razstav, med njimi tudi razstava Romanska arhitektura na Slovenskem, avtorjev Marijana Zadnikarja in Ivana Stoparja, ter razstava Gotska arhitektura v Sloveniji, ki je bila odprta leta 2023 v počastitev stote obletnice rojstva Ivana Komelja.
Septembra 2022 so odprli novo pregledno razstavo z naslovom Neskončne Trate norosti, ki priča o življenju in delu v gradu Cmurek po drugi svetovni vojni.
Leta 2023 je muzej norosti prejel Valvasorjevo častno priznanje za posebne zasluge pri varstvu kulturne dediščine in težavni interpretaciji fenomena norosti.
V sodelovanju Umetnostnozgodovinskega inštituta Franceta Steleta ZRC SAZU in Muzeja norosti je ob koncu leta 2023 izšla prva knjiga o gradu Cmurek in njegovi neposredni okolici. Vodnik z naslovom Grad Cmurek je napisal slovenski kastelolog Igor Sapač.